# لي كوكس (منافس ألعاب قوى)
لي كوكس (بالإنجليزية: Lee Cox)‏ هو منافس ألعاب قوى أسترالي، ولد في 7 أبريل 1981.